# Centre météorologique canadien
Pour les articles homonymes, voir CMC.
Le Centre météorologique canadien (CMC) est une des composantes du Service météorologique du Canada où sont effectués une grande partie des modélisations des systèmes atmosphériques et environnementales du ministère. Ce centre est situé en banlieue ouest de Montréal dans un édifice indépendant de la ville de Dorval. On y retrouve le Centre de recherche en prévision numérique (RPN) pour le développement des modèles de prévision numérique du temps. Le CMC agit également comme l'un des centres météorologiques régionaux spécialisés de l'OMM pour la prévision du déplacement des cendres volcaniques et autres polluants, la distribution des données météorologiques et le développement de modèles méso-échelles.

## Structure
La structure des sections au CMC est la suivante :

### Division des opérations des prévisions nationales
La Direction des opérations est responsable des opérations météorologiques de plusieurs systèmes de production pour les programmes de météorologie, climatologie, qualité de l'air et de prévision environnementale. De plus, elle fournit un support hautement spécialisé aux urgences environnementales. Ses produits contribuent à répondre aux engagements opérationnels et autres du Service météorologique canadien au niveau national et international. On y retrouve:
- La section analyse et pronostics;
- La section de la réponse aux urgences environmentales;
- La section de l'implantation et des services opérationnels;
- La section de réponses aux enjeux de qualité de l'air;
- La section de Télédétection opérationnelle;
- La section d'expertise TI en application CHP;
- La section Applications en traitement de données environnementale.

### Division de l'élaboration de prévisions
La Direction du développement est responsable du transfert technologique de la recherche vers les opérations du système de prévision environnementale canadien. De plus, la direction est responsable du développement et de l'amélioration des systèmes et produits, que ce soit pour le Service météorologique du Canada, pour des clients du secteur privé ou des partenaires. Cette direction assure le transfert technologique de ces produits et systèmes pour un environnement opérationnel. 
On y retrouve:
- La section de l'assimilation et contrôle de la qualité des données;
- La section de la prévision numérique du temps;
- La section de la prévision numérique de l'environnement marin;
- La section de la prévision numérique de l'environnement terrestre;
- La section des éléments du temps (post-traitement statistique des prévisions numériques, des produits des prévisions d'ensembles et des prévisions saisonnières);
- La section du développement des applications scientifiques;
- La section des systèmes experts et données géospatiales;
- La section de design et intégration des systèmes de prévision numérique et d'intelligence artificielle.

### Direction générale des services ministériels

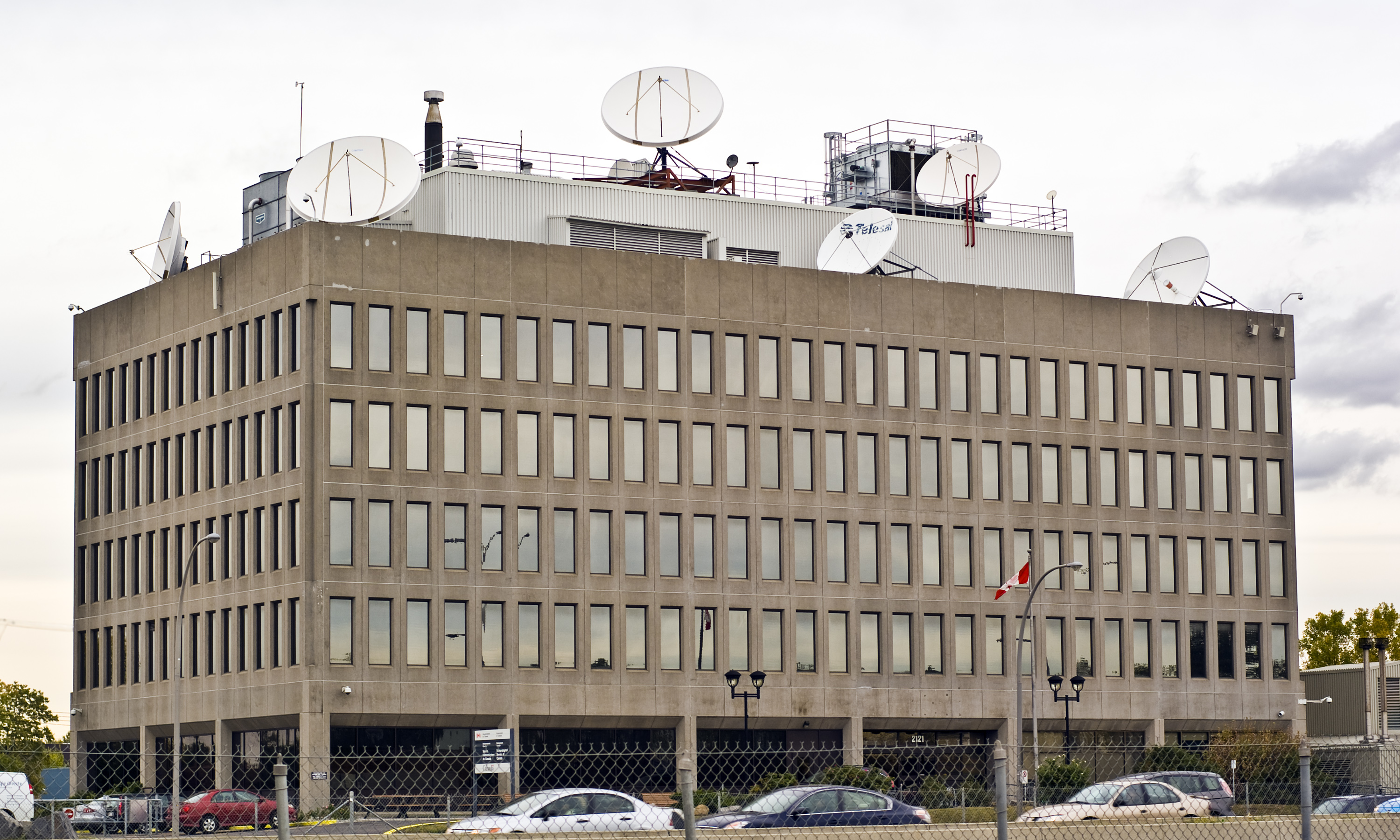
Le bâtiment du CMC vu du sud

Services partagés canada est responsable de la gestion de l'information (GI) et à la technologie de l'information (TI). L'objectif de cette organisation est de fournir des services efficaces, efficients et équitables de GI et de TI à tous les secteurs d'exécution des programmes dans l'ensemble du Ministère, ainsi que de perfectionner davantage la capacité à offrir des systèmes d'information conformes, documentés et de confiance en vue d'atteindre les objectifs ministériels et gouvernementaux.
Les techniciens de Services partagés occupent des bureaux au CMC. Ce groupe est responsable de la gestion de l'architecture GI/TI, des normes, des processus et des besoins en infrastructure. Il est composé d'analystes et de techniciens qui s'occupent du support aux usagers, de l'entretien du superordinateur IBM, du soutien au calcul haute performance et de divers réseaux de télécommunications.
On y retrouve les sections suivantes :
- Direction générale des grands projets et superinformatique :
  - Assurance qualité
  - Soutien aux calculs de haute performance
  - Services d'acquisition et de distribution des données
  - Opérations nationales
  - Projet de remplacement des frontaux
  - Projet de remplacement du superordinateur
  - Superordinateurs, systèmes et stockage

- Direction des opérations de l'infrastructure
  - Réseaux étendus

## Modèles de prévision numérique du temps
L'analyse et la prévision des conditions météorologiques, à l'aide de modèles numériques, nécessitent une puissance informatique impressionnante. C'est pourquoi il nécessite l'utilisation d'un puissant superordinateur pour assimiler et traiter toutes ces données. Chaque nouvelle prévision est le résultat d'une suite de processus informatiques, que  l'on appelle une passe opérationnelle. Chaque passe produit les données nécessaires au début de la suivante, formant ainsi un cycle ininterrompu d'assimilation des données et de prévision du temps. 
Le Centre de recherche en prévision numérique et le CMC ont développé depuis 40 ans différents modèles informatiques pour la prévision du temps. Les modèles actuels sont:
- Le modèle Global Environnemental Multiéchelle (GEM) est un modèle basé sur un algorithme d'advection semi-lagrangien semi-implicite. Ce modèle est exécuté en 3 configurations:
  - Régional: résolution de 15 km dans l'horizontal et 58 niveaux dans la verticale. Il ne couvre que l'Amérique du Nord et est utilisée pour la prévision à court terme (moins de 48 heures).
  - Globale: la configuration dite globale, qui couvre la planète Terre avec une résolution de grille de 0,9° (latitude et longitude), sert à faire une prévision jusqu'à 10 jours.
  - Aire limitée (GEM-LAM), sert à raffiner, généralement à plus haute résolution, les prévisions sur une zone déterminée à l'intérieur du modèle GEM régional. Cette approche permet une meilleure prévision du développement de la convection et une meilleure paramétrisation des effets locaux.

- Le modèle Spectral à éléments finis (SEF) est un modèle à analyse spectrale utilisé pour la prévision d'ensembles.

Les sorties du modèle GEM sont aussi utilisées comme intrants pour d'autres modèles, pour la prévision de divers phénomènes: 
- vagues océaniques;
- transport atmosphérique des cendres volcaniques et des radionucléides;
- qualité de l'air et le smog;
- ozone stratosphérique et radiation UV solaire;

Le CMC utilise également des modèles climatologiques pour des prévisions 
à moyen et long terme:
- prévisions saisonnières;
- prévisions de changement climatique;

### Évolution du système de prévision global au CMC
| Date            | Nom du modèle                                         | Changement                                                            | Résolution horizontale (lat-lon, degré) | Résolution horizontale (lat-lon, km) | Résolution verticale (nombre de niveaux) |
| --------------- | ----------------------------------------------------- | --------------------------------------------------------------------- | --------------------------------------- | ------------------------------------ | ---------------------------------------- |
| 13 février 2013 | Système global de prévision déterministe (SGPD 3.0.0) | Amélioration de la résolution spatiale du modèle, assimilation 4D-VAR | 0,33x0,45 (1024x800)                    | 25 km à 49° de latitude              | 79 (coordonnées hybrides décalées)       |
| 31 octobre 2006 | GEM meso-global                                       | Amélioration de la résolution spatiale du modèle GEM                  | 0,33x0,45 (800x600)                     | 33 km à 49° de latitude              | 58                                       |
| 15 mars 2005    | GEM 4D-VAR                                            | Analyse sur l'axe temporel en plus des trois dimensions spatiales     | 0,9x0,9                                 | 100 km à 49° de latitude             |                                          |
| 14 octobre 1998 | GEM                                                   |                                                                       | 0,9x0,9                                 | 100 km à 49° de latitude             | L28                                      |
| 18 juin 1997    | SEF T199/L21                                          | Analyse 3D-VAR                                                        | T199                                    |                                      | L21                                      |
| 14 juin 1995    | SEF T199/L21                                          |                                                                       | T199                                    |                                      | L21                                      |
| 16 juin 1993    | SEF T119/L21                                          |                                                                       | T119                                    |                                      | L21                                      |
| 12 mars 1991    | SEF T79/L21                                           |                                                                       | T79                                     |                                      | L21                                      |
| 15 juin 1988    | SEF T59/L15                                           | Analyse globale en mode hémisphérique                                 | T59                                     |                                      | L15                                      |
| 15 avril 1985   | SEF T59/L15                                           | Physique V9, grille gaussienne 130x32                                 | T59                                     |                                      | L15                                      |
| juin 1984       | SEF T59/L15                                           |                                                                       | T59                                     |                                      | L15                                      |
| mai 1983        | SEF R29/L13                                           | Physique V9                                                           | R29                                     |                                      | L13                                      |
| décembre 1981   | SEF R29/L13                                           | Grille gaussienne 96x32                                               | R29                                     |                                      | L13                                      |
| décembre 1978   | SEF R29/L10                                           | Physique V8                                                           | R29                                     |                                      | L10                                      |
| janvier 1978    | SEF R29/L5                                            | Analyse par interpolation optimale (OI)                               | R29                                     |                                      | L5                                       |
| mars 1977       | SEF R29/L5                                            | Physique V7                                                           | R29                                     |                                      | L5                                       |
| 18 février 1976 | SEF R20/L5                                            | Physique V6                                                           | R29                                     |                                      | L5                                       |
| septembre 1975  | Modèle barocline 7 niveaux                            |                                                                       |                                         |                                      | 7                                        |
| septembre 1968  | Modèle barocline 4 niveaux                            |                                                                       |                                         |                                      | 4                                        |
| 1950-1968       | Modèle barotrope                                      |                                                                       |                                         |                                      |                                          |

- R signifie rhomboïdale
- T signifie triangulaire
- Le nombre après T ou R représente le nombre d'onde
- L est le nombre de niveaux dans la verticale

Références : 
- Évolution du système de prévision global au CMC de 1950 à aujourd'hui
- Changements au système opérationnel du Centre Météorologique Canadien (CMC)

## Diffusion
Les sorties des modèles sont disponibles de plusieurs manières : 
- Images sur le site du Service météorologique du Canada ;
- Données sur grille par format GRIB universel ;
- Données sous format spécialisé pour certains utilisateurs.